# Sfântu Gheorghe (gmina Băneasa)
Sfântu Gheorghe – wieś w Rumunii, w okręgu Giurgiu, w gminie Băneasa. W 2011 roku liczyła 295 mieszkańców.